# Eublemma amydrosana
Eublemma amydrosana is een vlinder van de familie van de spinneruilen (Erebidae). De wetenschappelijke naam van deze soort is voor het eerst voorgesteld door Hans Rebel in een publicatie uit 1948.
De soort komt voor in Egypte.